# Белок (сир)
Абеї-де-Белок (фр. Abbaye de Belloc) або Белок — це овечий напівтвердий пресований неварений французький сир із природною кіркою із сирого незбираного молока.
Сир виготовляють монахи-бенедиктинці в абатстві Нотр-Дам де Белок в містечку Юрт в Країні Басків ще з 1875 року.
Сир має форму круга діаметром 25 см, висотою 11 см і вагою 5 кг. Він містить 60 % жиру в сухій речовині. Дозрівання сиру триває 6 місяців.
Сир має добре виражений смак.
Виробництво сиру охороняється A.O.C.